# Quévy
Quévylà một đô thị ở tỉnh Hainaut. Tại thời điểm ngày 1 tháng 1 năm 2006 Quévy có dân số 7.734 người. Tổng diện tích là 65.16 km² với mật độ dân số là 119 người trên mỗi km².
Đô thị này nằm trên tuyến đường sắt chính giữa Brussels và Paris.